# Poul la Cour
Poul la Cour (født 13. april 1846 på Skærsø ved Ebeltoft, død 24. april 1908 i Askov) var en dansk fysiker, højskolemand og opfinder, bror til bl.a. Jørgen Carl la Cour (sv), Hans Christian Ditlev la Cour og Jenny la Cour (en), og far til Dan la Cour (sv).
Han var søn af godsejer Lauritz la Cour og Ellen Kirstine f. Poulsen, og voksede op på Djursland. Han uddannede sig til cand.mag i matematik og fysik med speciale i meteorologi og var med til at starte meteorologisk institut DMI i 1872. Her var han ansat som underbestyrer, indtil han i 1878 blev ansat på Askov Højskole til - som noget nyt på en højskole - at undervise i matematik og fysik. Allerede i 1881 havde han en foreløbig udgave af "Historisk Matematik" trykt til undervisningen på højskolen. Den blev udgivet som egentlig bog i 1888 med flere efterfølgende genudgivelser. Fysikken blev undervist ud fra hans bog Tidens naturlære. I 1896-97 udgav han to-bindsværket "Historisk Fysik" sammen med sin assistent Jacob Appel. Det særlige ved bøgerne var, at det "faglige" ikke blev terpet som i den sorte skole, men blev studeret sammen med historiske fortællinger om, hvordan de faglige discipliner blev opdaget og udviklet op gennem historien.
Poul la Cour er i dag kendt for at være den første i Danmark til at lave vindmøller, der producerede strøm (1891 i Askov). Han fandt blandt andet ud af, at den optimale vindmølle skal have færre vinger end de ellers kendte vindroser. La Cours mølledesign var den firevingede klapsejler. For at optimere arbejdede han med aerodynamiske vingeprofiler og opdagede betydningen af lift-fænomenet på bagsiden af vingerne, den samme kraft, som holder en flyvemaskine i luften, blot 4-5 år før den første flyvemaskine kom i luften. Poul la Cour havde som andre opdaget, at vinden ikke altid blæser, og at hans mølle derfor ikke altid kunne levere strøm. Dette problem kunne han løse ved at lade elektricitet fra møllen gå ud i et kar med vand og derved omdanne vandet til brint og ilt via elektrolyse. Disse to gasser opbevarede han i gasbeholdere. Herfra blev luftarterne ført i blyrør de cirka 300 meter frem til Askov Højskole, hvor de over 7 år (1895-1902) blev brugt som belysningsgas (knaldluft) i særlige lamper. Vindens kortvarige variation løste han med en "kratostat", som løftede og sænkede en vægt, og som dermed kunne udjævne variationerne til en konstant jævn rotation til at trække vindtunnellen eller dynamoen.
Mens han endnu var ansat på Meteorologisk Institut, var problemet, at man kun kunne sende et telegram ad gangen på en telegraflinje: Morsetelegrafi. Det forsinkede vejrmeldingerne. Han opfandt i 1875 et system med stemmegafler, som med hver deres frekvens kunne sende flere telegrammer samtidigt over samme ledning. Dette forbedrede han senere med tonehjulet, der som det første apparat opdelte signaltiden i småbits, hvilket også er måden, moderne kommunikation foregår på i dag.
Han blev Ridder af Dannebrog i 1902. La Cour er begravet ved Askov Kirke.
- Gravsten på Askov Kirkegård
- Mindesten i Skibelund Krat
- Poul la Cour Museet der er indrettet i de bygninger i Askov, hvor han udførte mange af sine eksperimenter
- Stemmegaffel